# История Джейн Мэнсфилд
«История Джейн Мэнсфилд» (англ. The Jayne Mansfield Story) — кинофильм. Фильм основан на реальных событиях.

## Сюжет
Фильм рассказывает историю Джейн Мэнсфилд — американской киноактрисы. Также как и Мэрилин Монро, Мэнсфилд была секс-символом 1950-х. Она смогла добиться успеха в Голливуде, стала обладательницей нескольких театральных наград. Несколько раз она появлялась в журнале Playboy. Трагическая гибель в автокатастрофе оборвала её жизнь в возрасте 34 лет.

## В ролях
- Лони Андерсон — Джейн Мэнсфилд
- Арнольд Шварценеггер — Микки Харгитей[англ.]
- Рей Бактеника — Боб Гаретт
- Кэтлин Ллойд — Кэрол Сью Петерс
- Льюис Аркетт — рекламщик